# Arizpe kommun
Arizpe är en kommun i Mexiko.   Den ligger i delstaten Sonora, i den nordvästra delen av landet, 1 600 km nordväst om huvudstaden Mexico City.
Följande samhällen finns i Arizpe:
- Buenavista